# 1923 في كندا
فيما يلي قوائم الأحداث التي وقعت خلال عام 1923 في كندا.

## سياسة

### تعيين في المنصب
- 31 يناير – روبرت إيميت فين عضو مجلس العموم الكندي.
- 5 ديسمبر – ويليام أندرسون بلاك عضو مجلس العموم الكندي.

### انتهاء فترة المنصب
- 1 يناير – ويلينغتون هاي عضو برلمان مقاطعة أونتاريو.
- 24 يناير – جورج هنري موراي عضو مجلس نواب نوفا سكوشا ‏.
- 1 فبراير – والتر إدوارد فوستر عضو الجمعية التشريعية لنيو برونزويك ‏.
- 1 أبريل – جون تشارلز كين عضو الجمعية الوطنية في كيبك [الإنجليزية]‏.
- 10 مايو – بيتر سميث عضو برلمان مقاطعة أونتاريو.

## مواليد

### يناير
- 1 يناير – ألان بيرسيفال
- 1 يناير – أليكس كارسون
- 1 يناير – دونالد جارفيس رسام كندي.
- 1 يناير – روث هيلر كاتبة أمريكية.
- 1 يناير – يوجين بويكو مصوّر سينمائي كندي.
- 4 يناير – بوب ماكدونالد لاعب هوكي جليد كندي.
- 5 يناير – أليستير فرازير محامي كندي.
- 7 يناير – هيو كينر
- 10 يناير – ديك جونسون
- 11 يناير – توماس ميلر بيل سياسي كندي.
- 16 يناير – هيلين بارسونز شيبرد فنانة كندية.
- 19 يناير – فرنسيس كان لاعب هوكي جليد كندي.
- 23 يناير – هاري ألين لاعب هوكي جليد كندي.

### فبراير
- 1 فبراير – بن ويدر رجل أعمال كندي.
- 4 فبراير – إدموند إل. موريس سياسي كندي.
- 4 فبراير – كونراد باين
- 8 فبراير – جون فرنسيس بيرك سياسي كندي.
- 15 فبراير – ريجنالد بالمر سياسي غرينادي.
- 17 فبراير – دوروثي فيرغسون لاعبة كرة قاعدة من الولايات المتحدة الأمريكية.
- 17 فبراير – نورمان بيكر لاعب كرة سلة كندي.

### مارس
- 3 مارس – مادلين أربور رسامة كندية.
- 4 مارس – موريس هاميلتون سياسي كندي.
- 10 مارس – ريتشارد دويل سياسي كندي.
- 13 مارس – هيلين كالاغان لاعبة كرة قاعدة من الولايات المتحدة الأمريكية.
- 17 مارس – أل بيكار لاعب هوكي جليد كندي.
- 19 مارس – بيتي جودوين فنانة كندية.
- 19 مارس – ويليام كير كار عسكري كندي.
- 28 مارس – بيل ريتشاردز موسيقي كندي.
- 31 مارس – باد ميلر سياسي كندي.
- 31 مارس – بيرت لورانس سياسي كندي.

### أبريل
- 3 أبريل – تشيك كاميلري لاعب كرة قدم كندي.
- 4 أبريل – كليف سيمبسون لاعب هوكي جليد كندي.
- 9 أبريل – ليونارد لافي مؤرخ أمريكي.
- 16 أبريل – ناثان كوهن ناقد مسرحي كندي.
- 22 أبريل – ويليام هنري أتكينسون
- 24 أبريل – غوس بودنار لاعب هوكي جليد كندي.
- 25 أبريل – غرانت مونرو
- 25 أبريل – ميليسا هايدن راقصة باليهة كندية.
- 27 أبريل – بيل ديموك لاعب هوكي جليد كندي.

### مايو
- 2 مايو – أرت هيرست لاعب هوكي جليد كندي.
- 6 مايو – هاري واتسون لاعب هوكي جليد كندي.
- 8 مايو – جورج آدم نيكسون سياسي كندي.
- 12 مايو – شيرمان وايت لاعب هوكي جليد كندي.
- 14 مايو – ويليس بلير سياسي كندي.
- 15 مايو – رونالد ثوم مهندس معماري كندي.
- 18 مايو – جان-لويس رو
- 20 مايو – غوردون غراي كوري سياسي كندي.
- 20 مايو – فرانك موريس لاعب كرة قدم كندي.
- 26 مايو – هاري جونسون عالم اقتصاد كندي.
- 28 مايو – إدغار بنسون سياسي كندي.

### يونيو
- 4 يونيو – تود كامبو لاعب هوكي جليد كندي.
- 10 يونيو – باول برونيل
- 10 يونيو – فرانسواز سوليفان فنانة كندية.
- 11 يونيو – فريدريك كينغ سياسي كندي.
- 17 يونيو – لاري كونغ لاعب هوكي جليد كندي.
- 17 يونيو – ويليام جي. آدامز سياسي كندي.
- 24 يونيو – والتر فريدريك لايت
- 28 يونيو – غاي ستيوارت لاعب هوكي جليد كندي.

### يوليو
- 3 يوليو – إي. ر. وارد نيل جيولوجي كندي.
- 10 يوليو – سوزان كلوتير ممثلة كندية.
- 13 يوليو – هيلين برودور
- 21 يوليو – رودولف ماركوس كيميائي كندي.
- 24 يوليو – ويليام فرانك سياسي كندي.

### أغسطس
- 3 أغسطس – روبرت كامبو
- 16 أغسطس – كينيث لين مُجدّف كانوي كندي.
- 20 أغسطس – تيد غارفين لاعب هوكي جليد كندي.
- 21 أغسطس – كيث ألين لاعب هوكي جليد كندي.

### سبتمبر
- 2 سبتمبر – برنارد ديفلن منتج أفلام كندي.
- 4 سبتمبر – ماي كاتلر
- 7 سبتمبر – دوغ آدم لاعب هوكي جليد كندي.
- 8 سبتمبر – بيلي غودن لاعب هوكي جليد كندي.
- 9 سبتمبر – إد نيكلسون لاعب هوكي جليد كندي.
- 10 سبتمبر – فريدريك راسيل سياسي كندي.
- 11 سبتمبر – غوس كايل
- 19 سبتمبر – إرنست ليونارد لي سياسي كندي.
- 28 سبتمبر – توم أونيل

### أكتوبر
- 1 أكتوبر – جون كالاغان جراح كندي.
- 10 أكتوبر – جاك همينغواي كاتب سير ذاتية من الولايات المتحدة الأمريكية.
- 18 أكتوبر – ألبرت ويزلي جونسون مؤرخ كندي.
- 21 أكتوبر – رالف غوردون ستانتون رياضياتي كندي.
- 22 أكتوبر – نورمان ليفين كاتب كندي.
- 24 أكتوبر – جان مارك ميشو سياسي كندي.
- 28 أكتوبر – أندرو هوغن سياسي كندي.

### نوفمبر
- 1 نوفمبر – غوردون آر. ديكسون
- 10 نوفمبر – جون ليفينجستون عالم طبيعة كندي.
- 12 نوفمبر – جان روي سياسي كندي.
- 16 نوفمبر – باتريك لولور سياسي كندي.
- 22 نوفمبر – آرثر هيلر
- 26 نوفمبر – لويس كلارك سياسي كندي.
- 27 نوفمبر – جو بيل لاعب هوكي جليد كندي.
- 29 نوفمبر – دوغلاس بويل ضابط بحري كندي.
- 30 نوفمبر – روني رووي لاعب هوكي جليد كندي.

### ديسمبر
- 4 ديسمبر – جيمس ميخائيل غاردنر فيل
- 5 ديسمبر – روث جولدبلوم
- 13 ديسمبر – روجر فوتو رسام كندي.
- 15 ديسمبر – بيير كوسيت منتج تلفزيوني كندي.
- 22 ديسمبر – والت أتاناس لاعب هوكي جليد كندي.
- 26 ديسمبر – شون سوليفان ممثل كندي.

## وفيات

### يناير
- 1 يناير – الكسندر فرنسيس دنلوب (مواليد 1842) مهندس معماري كندي.
- 1 يناير – ليلي دوغال (مواليد 1858) كاتبة كندية.
- 17 يناير – ويليام كوستيلو كينيدي (مواليد 1868) سياسي كندي.

### فبراير
- 4 فبراير – تشارلز جوزيف أورايلي (مواليد 1860) قس من الولايات المتحدة الأمريكية.
- 24 فبراير – لورنس بروس روبرتسون (مواليد 1885)

### مارس
- 2 مارس – جوزيف مارتن (مواليد 1852) سياسي كندي.
- 15 مارس – بيت وود (مواليد 1867) لاعب كرة قاعدة من الولايات المتحدة الأمريكية.
- 24 مارس – صموئيل د. نيكلسون (مواليد 1859) سياسي أمريكي.

### أبريل
- 1 أبريل – جون تشارلز كين (مواليد 1854) سياسي كندي.
- 14 أبريل – جورج فريدريك ماثيو (مواليد 1837)

### مايو
- 2 مايو – فلورنسا كارليل (مواليد 1864) فنانة كندية.
- 11 مايو – جيمس تورانس (مواليد 1855) سياسي كندي.
- 16 مايو – بنجامين روجرز (مواليد 1837) سياسي كندي.
- 19 مايو – فرانك دارلينغ (مواليد 1850) مهندس معماري كندي.

### يوليو
- 28 يوليو – جيمس ماكلولين (مواليد 1842)

### أكتوبر
- 15 أكتوبر – ألبرت كينت (مواليد 1877)
- 30 أكتوبر – أندرو بونار لو (مواليد 1858) رئيس وزراء بريطاني سابق.
- 30 أكتوبر – كلارا بريت مارتن (مواليد 1874) محامية كندية.

### نوفمبر
- 14 نوفمبر – إدوارد ماكسويل (مواليد 1867) مهندس معماري كندي.
- 30 نوفمبر – تومي فيليبس (مواليد 1883) لاعب هوكي جليد كندي.

### ديسمبر
- 5 ديسمبر – ويليام ماكنزي (مواليد 1849) رائد أعمال كندي.